# Hotline Miami 2: Wrong Number
Hotline Miami 2: Wrong Number (укр. Гаряча лінія Маямі 2: Неправильний номер) — відеогра у жанрі шутер з видом зверху 2015 року, спільно розроблена Dennaton Games та Abstraction Games і видана Devolver Digital. Події гри відбуваються до, під час і після подій першої частини Hotline Miami, зосереджуючись на передісторії та наслідках розправи головного героя Джекета з російською мафією в Маямі за анонімними підказками, залишеними на його автовідповідач. Події розгортаються від імені кількох різних персонажів у численних локаціях.
Hotline Miami 2: Wrong Number є останньою грою в серії.

## Ігровий процес
Hotline Miami 2: Wrong Number подібна до своєї попередниці, Hotline Miami, і ділиться на кілька розділів, кожен з яких далі розбивається на кілька етапів. Кожна глава грається з перспективи зверху вниз. Метою в більшості глав є перемога над усіма ворогами всередині. Кожен етап має різний вигляд. Як правило, це великі відкриті кімнати з безліччю різних способів атак ворогів на гравця. Для деяких персонажів доступні нові механіки, такі як ухиляння та володіння двома видами зброї одночасно, а також повертається механіка масок для деяких персонажів. Деякі персонажі мають можливість вибирати зброю на старті замість масок, можуть функціонувати як група персонажів на вибір гравця або одержувати перемогу над супротивниками нелетальним способом.
У процесі гри з'являються різні типи ворогів, такі як сторожові пси, несприйнятливі до атак ближнього бою, бандити, які несприйнятливі до всього, крім вогнепальної зброї, і самураї, здатні ухилятися від куль. Різноманітність ворогів та відмінності у структурі рівнів можуть змінювати сценарії ведення бою для гравця. Наприкінці кожного етапу гравець отримує остаточний результат і літерну оцінку, що базується на його виконанні, причому вищі бали дозволяють гравцеві розблокувати більше ігрових персонажів і зброї. Після завершення гри розблоковується важкий режим для рівнів, на яких гравець досягнув рангу C+ або вище. У важкому режимі ворогів важче вбити, зброя має менший запас боєприпасів, а деякі здібності гравця обмежені.
Ексклюзивно для версій, випущених у Steam, до гри включено редактор, що дозволяє гравцям створювати власні рівні. Надаються додаткові інструменти, такі як редагування катсцен і діалогів, які також дозволяють гравцям створювати власні сюжети. Гравці можуть ділитися своїми творіннями на сервісі Steam Workshop, де також можуть завантажувати та грати у створені іншими людьми сюжети.

## Синопсис

### Сюжет
У 1985 році Сполучені Штати та Радянський Союз перебувають у стані війни, а Борода із своїм загоном проводить спецоперації проти радянських військ на Гаваях. У міру того, як війна триває, їхній психологічно стурбований полковник починає втрачати зв'язок з реальністю, відправляючи їх на все більш відчайдушні та небезпечні місії, розмірковуючи про їхню неминучу смерть і програш у війні. 
У 1989 році Джейка і Ріхтера відправляють на завдання, паралельні до місії Джекета. Джейк розуміє, що офіційно мирна організація «50 благословень» весь цей час віддавала йому накази, коли зустрічається з одним із їхніх представників, який усе заперечує. Після цього його відправляють на самогубну місію, але він провалює її і потрапляє в полон до російської мафії, де його катують і врешті-решт вбивають. Ріхтер ж не бажає співпрацювати з «50 благословеннями», доки вони не починають погрожувати його хворій матері. Зрештою його схопили і ув'язнили, але йому вдалося втекти під час тюремного бунту, організованого організацією, щоб убити його аби він не зміг підтвердити свідчення Джекета.
У 1991 році Джекета судять за масові вбивства, які він скоїв. Судовий процес набуває широкого розголосу, що призводить до створення фільму, в якому Джекет зображений як М'ясник в масці свині, а журналіст Еван Райт пише книгу про вбивства, намагаючись дізнатися більше про ці події ціною свого шлюбу та скрутного фінансового становища. Евану дає зачіпки його друг Менні Пардо, поліцейський детектив, який, користуючись службовим становищем, здійснює вбивства під час стеження, виправдовуючи їх самообороною. Ріхтер також ділиться своєю історією з Еваном в обмін на квитки на літак для його матері на Гаваї.
Натхненні вбивствами Джекета, Фанати здійснюють серію вбивств дрібних шахраїв і наркодилерів, не підозрюючи про ширший контекст кампанії насильства Джекета. Зрештою вони вбивають колишнього поплічника російської мафії, а коли його бос намагається відновити зв'язок, Фанати відстежують походження дзвінка і починають напад.
Тим часом Син намагається відвоювати батьківську імперію у колумбійських гангстерів, які заповнили вакуум влади, що утворився після смерті батька. Після того, як колумбійці зазнають поразки, він запрошує свого старого поплічника відвідати їхню нову схованку, ненавмисно видаючи своє місцезнаходження Фанатам і провокуючи напад, про який йшлося раніше. Під впливом власних авторських наркотиків Син починає лютувати, вбиваючи своїх людей, а також потойбічних монстрів, якими він вважає Фанатів.
Після нападів Ріхтер і його мати на Гаваях чують новини про вбивство американського і радянського президентів під час спроби державного перевороту. Через напад, який нібито скоїв американський генерал, Радянський Союз оголошує війну Сполученим Штатам, здійснивши кілька ядерних атак, які знищують Маямі та Гаваї. У свої останні хвилини п'яний Менні Пардо спрямовує пістолет на забарикадовані двері, Еван або працює над книгою, або вечеряє з родиною, залежно від дій гравця, актриса з «Опівнічної тварини» п'є у своїй спальні, і, нарешті, Джекет сидить на самоті в тюремній камері — перед тим, як кожен з них буде знищений бомбами. Початок нової гри після цього додає додаткову вступну сцену, в якій Річард сварить персонажів за те, що вони знову стали на шлях, який може закінчитися лише їхньою смертю.

### Персонажі
- М'ясник — Мартін Браун — адаптована версія Джекета для фільму-слешера «Опівнічна тварина»[17]. Дія відбувається після подій оригіналу — першої частини гри Hotline Miami. Роль М'ясника виконує знаменитий у світі гри актор Мартін Браун, який страждає від психічного розладу[18][19]. Був убитий під час зйомок фільму. Серед фанатів гри існує думка, що насправді Мартін — не актор, і ідея з фільмом була тільки у нього в голові, а вбивав він по-справжньому[18].
- Фанати — банда вбивць, яка бачить у Джекеті героя і намагається наслідувати його[19]. Їхня історія розвивається після подій оригінальної гри. До складу фанатів входять:
  - Тоні — людина в масці понівеченого тигра. Не використовує зброю, атаки ближнього бою смертельні[20][21]. Був поранений Сином і добитий детективом Пардо[18].
  - Марк — людина в масці ведмедя. Починає рівень із двома пістолетами-кулеметами з додатковими магазинами, має здатність стріляти одночасно вліво і вправо, розводячи руки в сторони[20][21]. Був убитий Сином під час атаки на штаб-квартиру російської мафії[17].
  - Алекс і Еш — сестра і брат, носять лебедині маски і завжди діють у парі. Алекс озброєна бензопилою, Еш — пістолетом. При цьому ворожі влучання зараховуються тільки Алекс. При влучанні в сестру, Еш здається[20]. Були вбиті Сином під час атаки на штаб-квартиру російської мафії[17].
  - Корі — дівчина в масці зебри, вміє перекочуватися, амбідекстр[20][21]. Була убита Сином під час атаки на штаб-квартиру російської мафії[17]. Примітно, що Алекс і Корі є першими іграбельними персонажами жіночої статі в цій серії[22].
- Детектив Менні Пардо — детектив, який розслідує вбивства і вершить самосуд. Історія розвивається після подій оригіналу. Страждає від психічного розладу, жадає слави. Друг Евана Райта[17]. У багажнику його машини лежить дробовик, який можна використовувати[23]. Може добивати вогнепальною зброєю. Загинув від скинутої Радянським Союзом ядерної бомби.
- Еван Райт — письменник, який розслідує історію Джекета, щоб написати книгу про нього. Історія розвивається після оригінальної гри. На відміну від інших персонажів, письменник не звик вбивати людей. Його атаки не смертельні, якщо гравець не добиває збитого ворога більш ніж двома ударами[21]. Після двох убивств екран червоніє, Еван зриває з себе куртку, а його атаки стають смертельними[20]. Зазвичай письменник розряджає будь-яку вогнепальну зброю, яку підбирає, і прагне оглушити суперників тупими предметами[24]. При цьому розряджена героєм зброя заохочується грою додатковими очками. Як і багато героїв, він помирає від ядерного вибуху.
- Джейк — товстий чоловік з арсеналом зміїних масок[20]. Як і Джекет, він учасник «50 благословень», націоналіст[17]. Джекет знаходить Джейка мертвим в оригінальній грі, і його історія в Wrong Number є приквелом. Може бути вбитий російськими гангстерами або агентом «50 благословень». Канонічним є вбивство гангстерами[18][24].
- Ріхтер — учасник «50 благословень» у щурячій масці з першої гри[18]. Його історія відбувається після оригінальної гри, але як розповідь Письменнику. Його розповідь охоплює події під час, до та після подій оригінальної гри. Разом із матір'ю стає жертвою ядерного бомбардування на Гаваях[17].
- Поплічник — російський гангстер, який не носить маски, як Детектив і Письменник. Починає рівень із пістолетом з глушником. Його історія розвивається після подій оригіналу. Він перебуває в хороших стосунках із босом мафії, але хоче вийти з гри. Бос дозволяє йому, але тільки після виконання одного завдання[18]. Пізніше, після того, як його кинула дівчина, він починає вживати наркотики, і, перебуваючи під їхньою дією, гине від рук Фанатів[17][24].
- Син — бос російської мафії, син боса з першої частини. Його історія розвивається після подій оригінальної гри. На вибір даються три вміння — перекати (починає рівень з катаною), два автомати і кастети, завдяки яким абсолютно всіх можна вбити голими руками[20]. Примітно, що всі ці вміння належать до фінального боса першої частини: охоронець (англ. Bodyguard) — жінка-охоронець, брудні руки (англ. Dirty hands) — ручні пантери, кровні узи (англ. Bloodline) — сам голова російської мафії. Під впливом наркотиків зістрибнув з даху і розбився[18].
- Солдат — гра за солдата відбувається під час війни з СРСР на Гаваях. Солдат — це Ніккі (ім'я з файлів гри, у самій грі його ім'я не вимовляють) або Борода, продавець, товариш по службі Джекета[18]. Завжди озброєний ножем і вогнепальною зброєю, яку обирає гравець[17][20]. Загинув під час ядерного вибуху в Сан-Франциско[17].

## Розробка
Незабаром після виходу оригінальної Hotline Miami, Dennaton Games почала розглядати ідею завантажуваного контенту для розширення сюжету гри, водночас уточнивши, що гра була достатньо фінансово успішною, щоб фінансувати новий проект. Цей завантажуваний контент мав бути таким же довгим, як і повноцінна гра, містити нових ігрових персонажів та редактор рівнів. Оскільки запропонований обсяг завантажуваного контенту перевищував обсяг оригінальної гри, він був перетворений на повноцінне продовження. Через десять днів після оголошення про запланований завантажуваний контент, через Twitter Джонатана Сьодерстрьома було офіційно оголошено, що Hotline Miami 2 знаходиться у розробці, і що попередній саундтрек для гри вже завершено.
Як і оригінальна гра, наступна частина була зроблена в Game Maker 7, хоча Abstraction Games перенесли гру на власний рушій SilverWare, використовуючи свою програму конвертації Game Maker GameBaker, щоб дозволити грі працювати на консолях, замінивши рушій Phyre Engine, який використовувався для першої гри.
Гра була створена з думкою про фанатів оригінальної гри, не переймаючись розширенням аудиторії, натомість пріоритетом було «зробити гру для нас і людей, яким сподобалася перша гра». Пріоритетом було зробити всесвіт гри більш «живим», тому розробники створили тринадцять нових ігрових персонажів. Кожен персонаж зі своїми історіями та мотивом, оскільки створення персонажів, подібних до Джекета з першої гри, за словами Сьодерстрьома, зробило б їх «прісними».
Попередній саундтрек до Hotline Miami 2 був першим аспектом гри, який було завершено менш ніж через місяць після виходу першої частини. Успіх Hotline Miami призвів до успіху виконавців, які створили саундтрек до першої частини. Це змусило їх поспішати надсилати свою музику до Dennaton Games, щоб спробувати отримати можливість її використання в Hotline Miami 2.
Музика таких виконавців, як M.O.O.N. і Jasper Byrne, чиї треки були в першій грі, була включена разом з музикою новачків, таких як Carpenter Brut і Castanets, чия пісня «You Are The Blood» була використана у фінальній катсцені гри.
Перед виходом гри Devolver Digital і Dennaton Games також працювали разом зі студією Dayjob Studio над п'ятисерійним коміксом Hotline Miami 2: Wrong Number Digital Comic, що став промо-матеріалом для майбутньої частини та розповідав про передісторію кількох персонажів. Комікс випущено як безкоштовний застосунок для завантаження зі Steam та GOG.com. Хоча комікс опубліковано протягом лютого – березня 2015 року, фактично перед виходом гри, він відображає більш ранню версію сюжету, оскільки має численні хронологічні та персонажні невідповідності з фінальною версією. Перші епізоди вийшли 18 лютого 2015 року, третій епізод опубліковано 23 лютого, четвертий — 2 березня, а п'ятий — 9 березня.

## Реакція

### Критика
| Агрегатор  | Оцінка                                 |
| ---------- | -------------------------------------- |
| Metacritic | (PS4) 75/100 (PC) 74/100 (Vita) 66/100 |

| Видання                    | Оцінка |
| -------------------------- | ------ |
| Destructoid                | 9/10   |
| Game Informer              | 8.5/10 |
| GameSpot                   | 9/10   |
| GamesRadar+                | 3.5/5  |
| IGN                        | 8.8/10 |
| PC Gamer (Велика Британія) | 57/100 |
| Polygon                    | 8.5/10 |
| VideoGamer.com             | 7/10   |

Hotline Miami 2: Wrong Number отримала загалом позитивні відгуки від критиків, хоча в цілому отримала нижчі оцінки, ніж перша гра. На Metacritic вона отримала 74 бали на основі 67 рецензій на версію для ПК, 75 балів на основі 18 рецензій на версію для PlayStation 4, і 66 балів на основі чотирьох рецензій на версію для PlayStation Vita.

#### Ігровий процес
Ігровий процес отримав неоднозначну реакцію від критиків: вважалося, що амбіції оповідання вплинули на ігровий процес, що призвело до загалом більших і складніших рівнів. Алекс Карлсон з Hardcore Gamer повідомив, що ці рівні зробили їх більш «реалістичними в архітектурному плані» і «надали більш різноманітну сценографію».
Похваливши підхід до сюжету, Бернс з VideoGamer вважав, що амбіції гри «не працювали механічно» і впали до тропу «більше — краще», критикуючи її за те, що вона не дає стільки місця для «пристосування вашого стилю», як у першій грі, і натомість покладається на персонажа, якого ви використовуєте. Ці унікальні персонажі були, однак, схвалені Хлоєю Ред з IGN, яка позитивно оцінила унікальні ідеї між різними персонажами, такими як ті, хто використовує пацифізм як «шокуючий поворот для Hotline Miami», і назвала унікальні аспекти певних персонажів та більшу стриманість загалом компромісом між аркадними аспектами та більш повноцінною історією.
На противагу аналогії з IGN, Майерс з Paste зазначила, що геймплей змусив її «відчути огиду і злість», вважаючи, що дизайн рівнів не має плавної кривої складності і кидає гравця прямо в складні сценарії, порівнюючи гру з «жалюгідним зароблянням грошей на ідеї, яка спрацювала лише один раз і, можливо, не зможе спрацювати знову» і називаючи її «прославленим пакетом нових рівнів DLC», спеціально зробленим для людей, які «люблять зґвалтування і катування».

#### Сюжет
Сюжет гри був відзначений як набагато більш продуманий, ніж у першій грі. Згадуючи сцену в першій частині, де гравця запитують, чи подобається йому завдавати болю іншим людям, МакЕлрой з Polygon описав Hotline Miami 2: Wrong Number як таку, що очікує відповіді на це питання. Стівен Бернс з VideoGamer охарактеризував оповідь гри як таку, що «майстерно створює глибоко тривожний світ». Кріс Терстер з PC Gamer, навпаки, розкритикував оповідь гри, ставлячи під сумнів, чи потрібна серії історія, і чи потрібно було розповісти про події, які відбувалися в першій частині гри. Тоні Коулс з Eurogamer був протилежної думки, вважаючи, що це очікуване продовження, але не був упевнений, що це те, на що заслуговує оригінальна гра.
Медді Майерс з Paste описала гру як «важке похмілля, з яким я прокинулася наступного дня», критикуючи постійну заміну персонажів, що ускладнює сприйняття історії. Крім того, Алек Меєр з Rock, Paper, Shotgun описав історію гри як «невпорядковану мішанину каракулів на стікерах».
Адам Сміт (також автор Rock Paper Shotgun) описав кінцівку гри як чудову кінцівку, що викликала у гравця галюцинації та жаль про свої дії, але не був упевнений, що це була кінцівка, яку історія та персонажі «справді заслужили». МакЕлрой з Polygon описав її як «найбожевільнішу, найзухвалішу кінцівку», яку вони коли-небудь бачили.
На противагу плутанині фанатів і критиків щодо сюжету гри, Дейв Кук з Vice опублікував пояснення подій гри через місяць після релізу, похваливши її за розумну історію, яку багато людей просто не зрозуміли, і описавши кінцівку як похмуру, шокуючу і досить сміливу.

#### Саундтрек
Саундтрек до гри був високо оцінений критиками, його вважали таким же гарним, як і в першій грі, і загалом він був найменш суперечливим у грі. Терстер з PC Gamer назвав його «ще однією потужною річчю гри», а Бернс з VideoGamer — «вашим партнером у злочинах». Саундтрек гри був першим, про що згадав у своєму огляді О'Двайер з GameSpot, описавши його як «аудіовізуально спокусливий», а МакЕлрой з Polygon написав, що саундтрек був «зіркою шоу». Кріс Картер з Destructoid описав музику як одну з його найулюбленіших саундтреків до відеоігор за останній час і похвалив залучених артистів. Деякі треки отримали додаткову похвалу за їхнє специфічне використання у грі, зокрема «Roller Mobster» отримав похвалу від Турстера з PC Gamer, а «You Are The Blood» — від Кеті МакКарті з VG247, написавши, що використання пісні у фінальній сцені було «незабутнім».

### Інциденти
Під час демонстраційного показу на Rezzed та виставці Penny Arcade Expo 2013 року в одній з перших сцен гравці намагалися вчинити сексуальне насильство над жінкою в образі М'ясника в масці свині. Персонаж гравця спустив штани і навис над жінкою, перш ніж сцену перервав режисер «Опівнічної тварини», показавши, що вся ця послідовність є зйомкою фільму. Сцена була негативно сприйнята і в результаті її вирізали з демо-версії, а включення сцени у фінальну версію гри, за словами Денніса Ведіна, було переглянуте. Ведін також заявив, що вони скоротили сцену, щоб показати, що такий тип насильства не є темою гри.
15 січня 2015 року повідомлялося, що через цю сцену грі було відмовлено в атестації в Австралії, що не допустило гру до продажу на території країни і фактично заборонило її. В офіційній заяві Devolver Digital і Dennaton Games згадується, що вони додали опцію не показувати сексуальне насильство у грі. Dennaton також підтвердили, що контекст сцени є важливим, і що вони були «стурбовані та розчаровані» діями Австралійської атестаційної комісії, заявивши, що вона перекрутила факти у своєму судженні про гру. Заява завершилася тим, що Dennaton підтвердили, що вони не будуть оскаржувати рішення, хоча пізніше запропонували фанатам в Австралії піратським шляхом придбати гру.
На виставці Rezzed 2013 Expo Кара Еллісон з PC Gamer написала, що ця сцена змусила її відчути себе «зрадженою тим, що вона любила». Їй було некомфортно від того, що її помістили в ідентифікуючу роль М'ясника. Вона критикувала те, що жертві було надано мало або зовсім не було надано ніякої свободи дій. Бернс з VideoGamer описав цю сцену як таку, що «існує лише заради одноразового шоку», назвавши її грубою помилкою в грі, яка не увійшла в оповідь. Терстер з PC Gamer поставив під сумнів включення цієї сцени з тих самих причин, що й Бернс, описавши її як «нехудожню та відчужену» і припустивши «брак довіри до всієї ідеї» через можливість пропустити її.
На відміну від інших критиків, Астрід Будгор з Kill Screen взяла до уваги те, що вони вважали справжніми намірами розробників щодо цієї сцени: розвинути сюжетну лінію про М'ясника та Мартіна Брауна як психопата, і схвально сприйняла можливість пропустити сцену для тих, хто вважає цю тему чутливою.
Після виходу колекції Hotline Miami для Nintendo Switch у серпні 2019 року, гра дуже швидко стала доступною для придбання в електронному магазині в Австралії. За словами Devolver, вони подали заявку на проходження процесу Міжнародної коаліції вікових рейтингів для колекції як частину вимог для публікації на Switch. Хоча спочатку їм було відмовлено у присвоєнні рейтингу, вони успішно отримали відповідний рейтинг після повторного подання заявки. Однак за кілька годин гру було вилучено з електронного магазину, хоча австралійські гравці, які вже придбали колекцію, все ще можуть завантажити та пограти у гру. Помилкова поява гри в австралійському електронному магазині вважалася помилкою Nintendo або пов'язаною з помилкою в оформленні назви у заявці Devolver на отримання IARC для колекції.